# Smicridea circinata
Smicridea circinata är en nattsländeart som beskrevs av Oliver S. Flint Jr. och Donald G. Denning 1989. Smicridea circinata ingår i släktet Smicridea och familjen ryssjenattsländor. Inga underarter finns listade i Catalogue of Life.